# 万年路站
万年路站位于成都市成华区二环路东三段与东篱路路口南侧，是成都地铁8号线的一座地下车站，于2020年12月18日启用。

## 内装与公共艺术

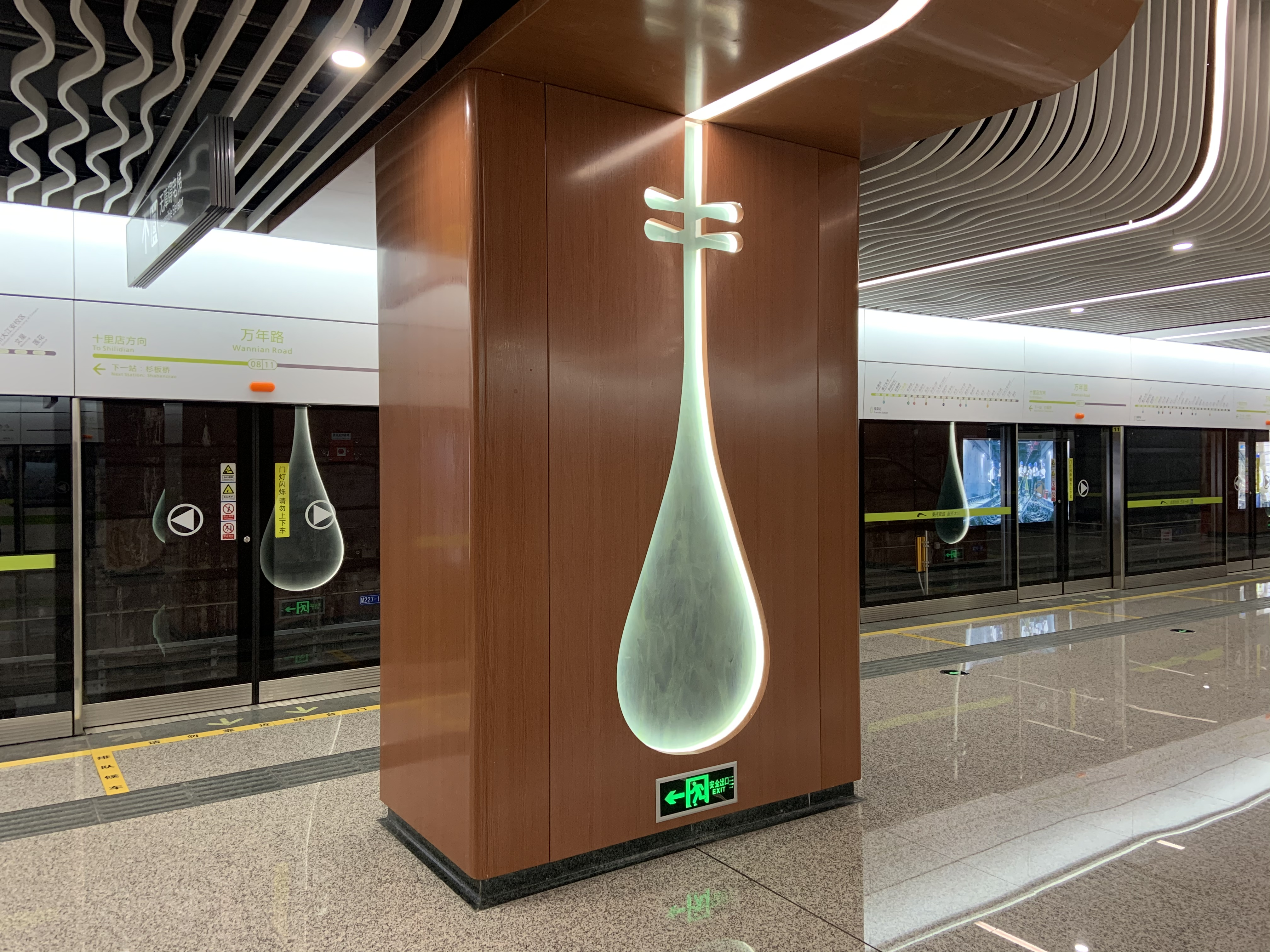
万年路站琵琶主题装饰

## 车站结构

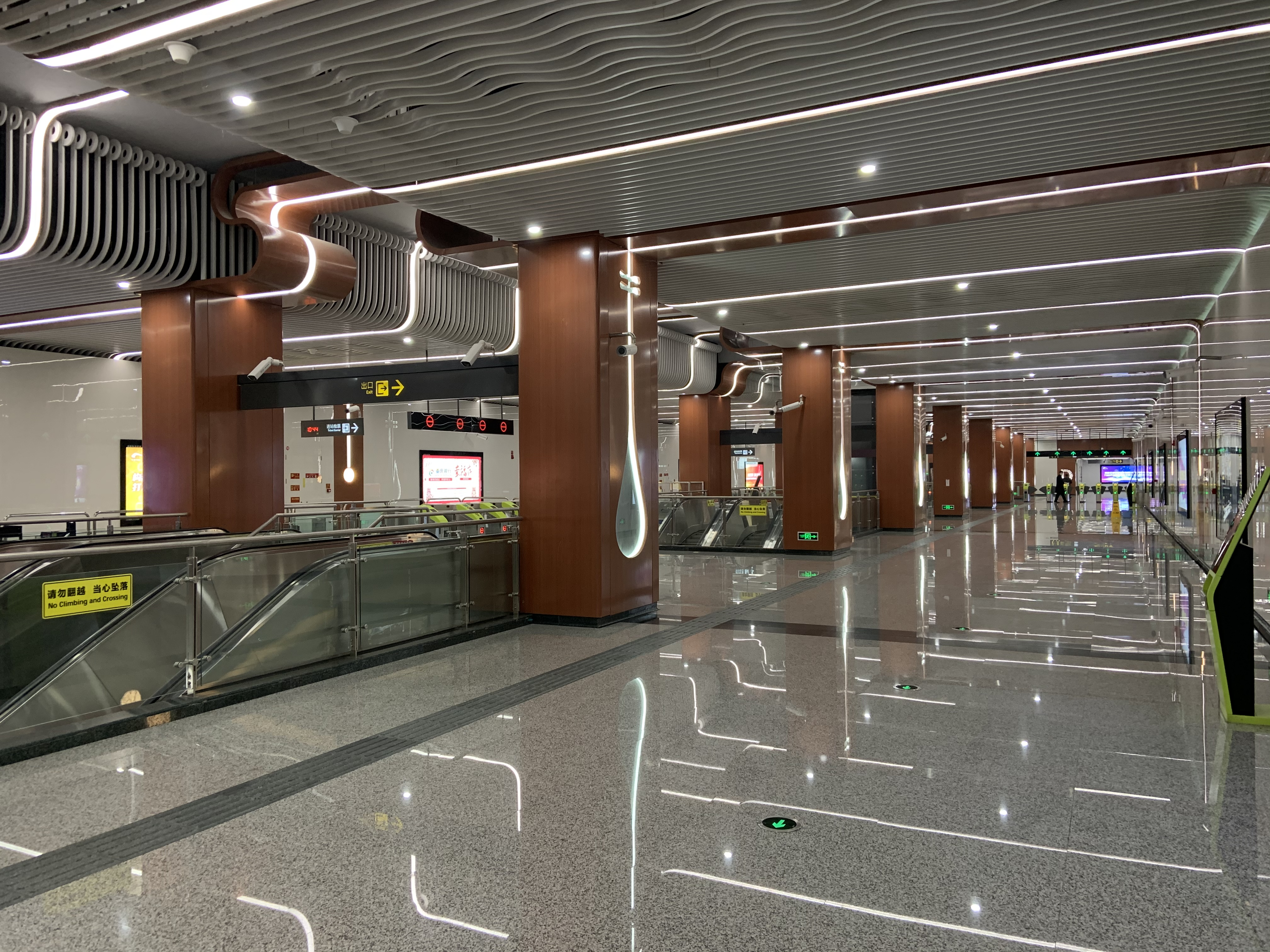
站厅层
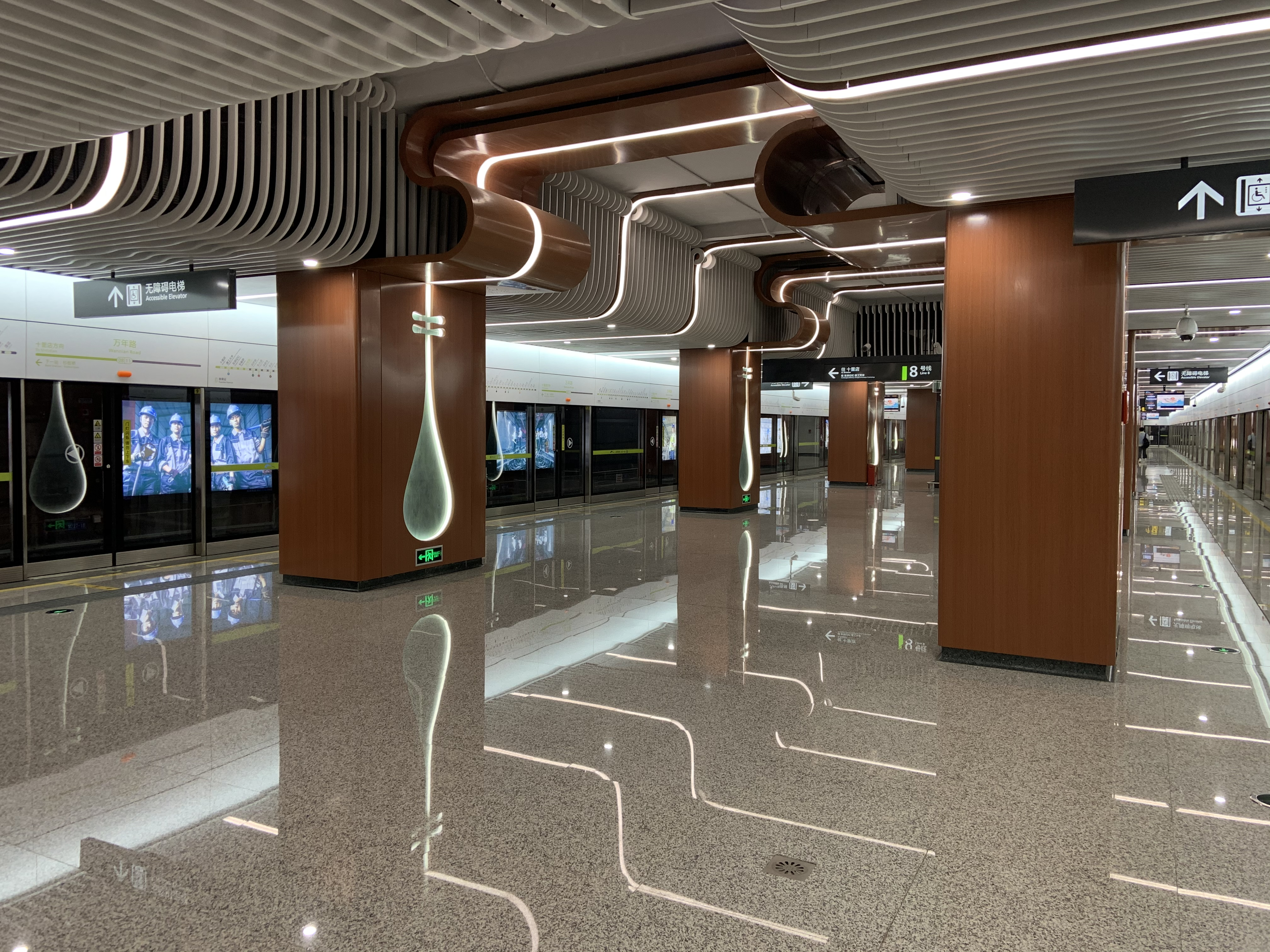
站台层

岛式站台2面2线地下车站。
| 地面              | ·    | 出口A/B/C/D                                                                                         |
| 地下一层          | 站厅 | 自助购票 客服中心                                                                                   |
| 地下二层          | ·    | \| \| \| 8号线往桂龙路（杉板桥） \| \| 島式 · 開左邊车门 \| \| \| \| \| \| 8号线往龙港（双桥路） \| |
|                   |      | 8号线往桂龙路（杉板桥）                                                                             |
| 島式 · 開左邊车门 |      | |
|                   |      | 8号线往龙港（双桥路）                                                                               |

- 站厅层
- 站台层

## 出入口
本车站目前开放4个出入口。
|          |              |                                      |      |
| 编号     | 设施         | 指示                                 | 照片 |
|          | 无障碍电梯   | 二环路东三段、双林北支路、万年场横街 |      |
| 出口 · B | 无障碍卫生间 | 二环路东三段、万年场下街、万年场横街 |      |
| 出口 · C | 无障碍电梯   | 二环路东三段、万年路、双庆路         |      |
| 出口 · D |              | 二环路东三段、东篱路、东秀二路       |      |